# Fabiano Santacroce
Fabiano Santacroce (* 24. August 1986 in Camaçari, Bahia) ist ein italienischer ehemaliger Fußballspieler.

## Karriere

### Im Verein
Der in Brasilien geborene Fabiano Santacroce zog mit seinem italienischen Vater und der brasilianischen Mutter im Alter von zwei Jahren nach Monza in die Lombardei. In seiner Jugend spielte er bei kleineren Teams in der Region. Mit Como Calcio bestritt er 2004/05 seine erste Profisaison in der Serie C1. Nach dem Konkurs von Como Calcio blieb er ohne Verein, bis er von Brescia Calcio verpflichtet wurde. In den letzten zwei Jahren in Brescia war er Stammspieler.
Im Januar 2008 wechselte Santacroce zum SSC Neapel. Am 2. Februar 2008 gab er sein Debüt in der Serie A in der Partie gegen Udinese Calcio.

### In der Nationalmannschaft
Santacroce gab am 21. August 2007 sein Debüt in der italienischen U-21-Auswahl im Freundschaftsspiel gegen Frankreich als Ersatz für den verletzten Marco Andreolli.
In der Partie vom 21. November 2007 gegen die Auswahl der Färöer wurde der Abwehrspieler wegen eines Ellenbogenschlags vom Platz verwiesen, weshalb er eine mögliche Teilnahme an den Olympischen Spielen 2008 in Peking mit dem italienischen Olympiateam verpasste.
Bei der U-21-Fußball-Europameisterschaft 2009 scheiterte er mit Italien im Halbfinale an Deutschland.
Am 5. Oktober 2008 wurde Santacroce zum ersten Mal von Trainer Marcello Lippi in die italienische A-Nationalmannschaft berufen. Er kam in den WM-Qualifikationsspielen gegen Bulgarien und Montenegro aber nicht zum Einsatz.